# 1956 en rugby à XV
Cette page présente les faits marquants de l'année 1956 en rugby à XV : les principales compétitions et évènements liés au rugby à XV et rugby à sept ainsi que les naissances et décès de grandes personnalités de ce sport.

## Principales compétitions
- Currie Cup
- Championnat de France (du ?? ???? 1955 au 3 juin 1956)
- Tournoi des cinq nations (du 14 janvier au 14 avril 1956)

## Événements

### Avril
- 14 avril : le pays de Galles remporte le Tournoi avec trois victoires et une défaite concédée contre l'Irlande.

### Juin
- 3 juin : le FC Lourdes remporte le Championnat de France en battant l'US Dax en finale sur le score de 20-0[1].

## Principales naissances
- 6 janvier : Clive Woodward, joueur international anglais de rugby à XV à 21 reprises, évoluant au poste de centre, naît à Ely.
- 26 avril : Michel Crémaschi, pilier 11 fois international français de rugby à XV, naît à Betbezer.

## Principaux décès
- 26 mai : Michel Lecointre, 29 ans, joueur français de rugby à XV.